# André Noël (homme politique)
Pour les articles homonymes, voir André Noël et Noël.
André Noël, né le 16 mars 1915 à Maisons-Alfort (Seine) et mort le 9 août 1964 à Vitoria (Espagne), est un homme politique français.

## Biographie
André Noël, né pendant la guerre, ne connaît quasiment pas son père, tombé au combat. Passé par le Lycée Charlemagne de Paris, il suit ensuite ses études à l'école nationale de la France d'Outre-Mer.
Mobilisé en 1939, il est fait prisonnier pendant les combats. Evadé, il entre ensuite dans la résistance.
Après la guerre, il poursuit cet engagement dans l'action politique. Chef de file du MRP dans le Vaucluse, la liste qu'il mène pour l'élection de la première constituante obtient 22,5 % des voix, ce qui lui permet d'être élu député.
L'année suivante, il mène la liste de son parti dans le département du Puy-de-Dôme, avec nettement moins de succès. N'obtenant que 10.5 % des voix, il n'est pas réélu.
Après adoption de la nouvelle constitution, il se présente aux législatives de novembre 1946. La légère progression de sa liste (11.4 %) et l'augmentation du nombre de députés du Puy-de-Dôme lui permettent d'être élu.
A l'Assemblée, il dépose une proposition de loi visant à faire élire les conseillers généraux à la proportionnelle, qui n'aura pas de suite. Il s'illustre aussi par une défense passionnée du colonialisme, essentiellement motivée par un anticommunisme profond.
En 1951, le MRP n'obtient que 6 % des voix dans son département, et il perd son siège de député. Il se consacre alors à la publication de la Lettre d'information politique, diffusée par abonnement et destinée aux responsables politiques et économiques.
Si, à l'exception d'un mandat de maire de la petite commune d'Echandelys, conquis en 1958, il ne s'engage plus dans la lutte électorale, il poursuit une activité politique dans le sillage de Georges Bidault. Défenseur comme lui de l'Algérie française, il publie notamment dans des journaux anti-gaullistes de droite, voire d'extrême-droite (Le Spectacle du Monde, Minute...).
Il meurt à 49 ans dans un accident de la route en Espagne à Vitoria en 1964 en revenant du Portugal après avoir rencontré G. Bidault.
Il reste l'auteur d'un ouvrage qui connut un long succès : L'Or de Delphes (Paris, G.T. Rageot, 1945).

## Détail des fonctions et des mandats
Mandat parlementaire
- 21 octobre 1945 - 4 juillet 1951 : Député du Puy-de-Dôme